# Landtagswahl in Nordrhein-Westfalen 1966
- SPD: 99
- FDP: 15
- CDU: 86

Die Landtagswahl in Nordrhein-Westfalen 1966 fand am 10. Juli 1966 statt. Es war die Wahl für die 6. Wahlperiode des Landtages von Nordrhein-Westfalen.

## Ausgangslage
Bei der Landtagswahl 1962 verlor die CDU die absolute Mehrheit, die sie 1958 zum ersten und einzigen Mal in der Landesgeschichte errungen hatte. Franz Meyers blieb Ministerpräsident und regierte seither in einer Koalition mit der FDP. Die Wahl stand im Zeichen der sich abzeichnenden ersten Rezession seit Bestehen der Bundesrepublik, die besonders stark das Ruhrgebiet traf. Die SPD, die sowohl auf Bundes- als auch auf Landesebene in der Opposition war, konnte davon deutlich profitieren.

## Wahlergebnisse
Die SPD wurde erstmals stärkste Fraktion und verfehlte knapp die absolute Mehrheit. Das Landesergebnis:
- Wahlberechtigte: 11.291.597
- Wähler: 8.641.646
- Wahlbeteiligung: 76,53 %
- Gültige Stimmen: 8.542.493

| Partei  | Stimmen absolut | Anteil in % | Wahl- kreisbe- werber | Direkt- man- date | Sitze |
| ------- | --------------- | ----------- | --------------------- | ----------------- | ----- |
| SPD     | 4.226.604       | 49,48       | 150                   | 99                | 99    |
| CDU     | 3.653.184       | 42,76       | 150                   | 51                | 86    |
| FDP     | 633.765         | 7,42        | 150                   |                   | 15    |
| Zentrum | 16.181          | 0,19        | 17                    |                   |       |
| FSU     | 9.584           | 0,11        | 23                    |                   |       |
| UAP     | 3.175           | 0,04        | 10                    |                   |       |
| Total   | 8.542.493       |             | 500                   | 150               | 200   |

## Regierungsbildung
CDU und FDP, die nur noch über 101 der 200 Sitze verfügten (zuvor: 110), vereinbarten dennoch eine Fortsetzung ihrer Koalition. In der konstituierenden Sitzung des Landtags am 25. Juli schaffte Franz Meyers die Wiederwahl als Ministerpräsident nicht im ersten Wahlgang. Er erhielt 100 Stimmen, der SPD-Fraktionsvorsitzende Heinz Kühn 99, es gab eine Enthaltung. Im sofort danach durchgeführten zweiten Wahlgang war das Stimmenverhältnis dasselbe. Damit war Meyers gewählt, da im zweiten Wahlgang nicht mehr die Mehrheit der Mitglieder des Landtags zur Wahl erforderlich ist, sondern mehr als die Hälfte der abgegebenen Stimmen, wobei Enthaltungen nicht zu den abgegebenen Stimmen zählen.
Die neue CDU/FDP-Regierung blieb nur kurz im Amt. Nachdem die SPD am 5. November 1966 ein Misstrauensvotum ankündigte, beschloss die CDU, Koalitionsverhandlungen mit der SPD aufzunehmen. Dies veranlasste die FDP, ebenfalls eine Koalition mit der SPD anzustreben. Am 1. Dezember 1966 entschied sich die SPD-Fraktion mit 73 zu 21 Stimmen für eine Koalition mit der FDP. Am 8. Dezember 1966 wurde Heinz Kühn durch ein konstruktives Misstrauensvotum mit 112 zu 85 Stimmen zum Ministerpräsidenten gewählt und am selben Tag das neue Kabinett vereidigt. Die CDU blieb bis Juni 2005 in der Opposition.